# PzKpfw I Ausf A - ohne Aufbau
Het pantservoertuig PzKpfw I Ausf A - ohne Aufbau is een Duitse militaire afkorting voor de Panzerkampfwagen I uitvoering A, zonder bovenstructuur. Het Duitse pantservoertuig PzKpfw I Ausf A - ohne Aufbau was ontworpen voor het toenmalig Duits ministerie van Legerbewapening (Heereswaffenamt), en de 15 stuks die in 1934 werden geproduceerd, zijn uitsluitend gebruikt voor trainingsdoeleinden. In de lente van 1934 werden de PzKpfw I Ausf A - ohne Aufbau gebruikt door twee Duitse pantserregimenten, Kraftfahrlehrkommando Zossen en Ohrdruf, om hun manschappen de eerste ervaring met gepantserde rupsvoertuigen op te laten doen. De PzKpfw I Ausf A - ohne Aufbau vormde de basis voor de Panzerkampfwagen I zijn latere varianten.

## Achtergrond
Na het einde van de Eerste Wereldoorlog en de Vrede van Versailles werd het voor Duitsland verboden om gepantserde voertuigen te produceren of ze in bezit hebben. Duitsland negeerde dit verbod echter en tussen 1926 en 1932 werden in het geheim verschillende tank prototypen gebouwd door de bedrijven Rheinmetall-Borsig, MAN, Krupp en Daimler Benz. Om de militaire aard van de ontwikkeling te verbergen kregen de projecten een officiële verantwoording mee dat het om productie van landbouwtractoren ging.
De gemaakte prototypen werden onder strenge geheimhouding getest op de Kama oefenterreinen, gelegen bij Kazan te Rusland. Duitsland had, na de ondertekening van het Verdrag van Rapallo (1922) en het Berlijns Vriendschapsverdrag (1924), met Rusland immers een nauwe militaire samenwerkingsband opgebouwd.
In 1933 vroeg het Heereswaffenamt, onder impuls van Oswald Lutz en Heinz Guderian om de ontwikkeling van een Kleintraktor, een pantservoertuig in de gewichtsklasse van 4 tot 7 ton. Het kreeg als naam LaS - Landwirtschaftlicher Schlepper (landbouwtractor).
Vijf bedrijven, Rheinmetall-Borsig, Krupp, Henschel, MAN en Daimler-Benz, boden elk drie prototypen aan. De prototypen hadden geen bovenstructuur of koepel, enkel het chassis werd ontwikkeld. Na de indiening en evaluatie besloot het Heereswaffenamt het ontwerp van de Krupp Traktor te kiezen. Het ontwerp was gedeeltelijk gebaseerd op het chassis van de Britse tank Carden Loyd Mk.IV, die in 1932 in het geheim werd aangekocht van Rusland. Het waren de Russen die in 1929 twee Carden Loyd Mk.IV tanks hadden aangekocht van Groot-Brittannië waarna Rusland hun T-27 tank ontwerp hierop baseerde. Er werden 15 stuks geproduceerd tussen februari en april 1934.